# نور منصور
نور منصور (مواليد 14 أغسطس 1991 في لبنان) هو لاعب كرة قدم لبناني يلعب مع نادي العهد في الدوري اللبناني الممتاز كمدافع. مثّل منتخب لبنان لكرة القدم. بدأ نور منصور مسيرته الرياضية عام 2009 مع نادي الأنصار.

## مهنة النادي

### الصفاء
قادمًا من نظام الشباب، بدأ نور منصور مسيرته المهنية مع الصفاء، حيث أصبح القائد بعد عدة سنوات. فاز مع النادي بالدوري اللبناني مرتين، وكأس الاتحاد مرة واحدة، وكأس النخبة مرة واحدة، وكأس السوبر مرة واحدة.

### العهد

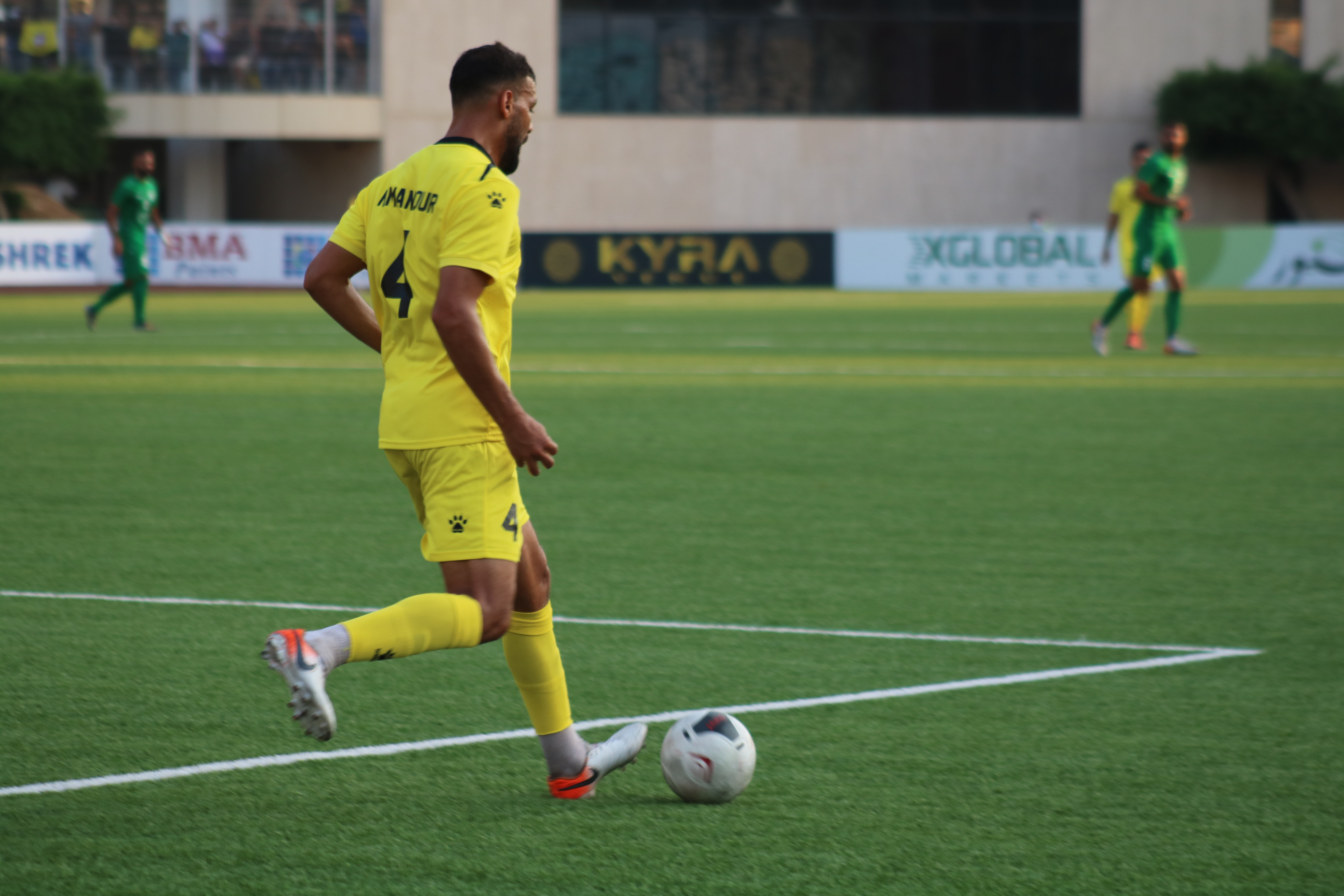
منصور مع العهد في 2020

وفي عام 2016، انتقل إلى نادي العهد بطل الدوري اللبناني الممتاز مقابل صفقة تبلغ قيمتها 200 ألف دولار. ولعب في كأس الاتحاد الآسيوي في موسم 2015–16، وجاء أول ظهور له مع النادي في 23 فبراير، عندما لعب ضد نادي ألتين أسير. في المباراة التالية، التي أقيمت في 8 مارس 2016، سجل في مرمى الوحدات في كأس الاتحاد الآسيوي.
ظهر في أول مباراة له في الدوري مع العهد في 9 سبتمبر 2016 ضد ناديه السابق الصفاء، حيث فاز فريقه بنتيجة 1-2 خارج أرضه. وسجل أهدافه الأولى في الدوري على شكل ثنائية ضد الراسينغ في 23 أكتوبر 2016. وفي موسمه الثاني مع العهد لعب 19 مباراة وسجل خمسة أهداف. كما فاز بالدوري اللبناني الممتاز، وكان جزءًا من فريق الموسم في الدوري الممتاز. وفي الموسم التالي، فاز منصور بالثلاثية المحلية مع العهد، حيث فاز بالدوري وكأس الاتحاد وكأس السوبر. لعب 20 مباراة وسجل أربعة أهداف، وكان جزءًا من فريق الموسم للمرة الثانية على التوالي.
في موسم 2018–19، فاز منصور بلقبه الخامس في الدوري اللبناني، والثالث (على التوالي) مع العهد، ولعب 15 مباراة في الدوري. وفي 4 نوفمبر 2019، ساعد منصور النادي على الفوز بكأس الاتحاد الآسيوي 2019، بفوزه على 25 أبريل في النهائي، وهي أول بطولة يفوز فيها فريق لبناني.

## مهنة دولية

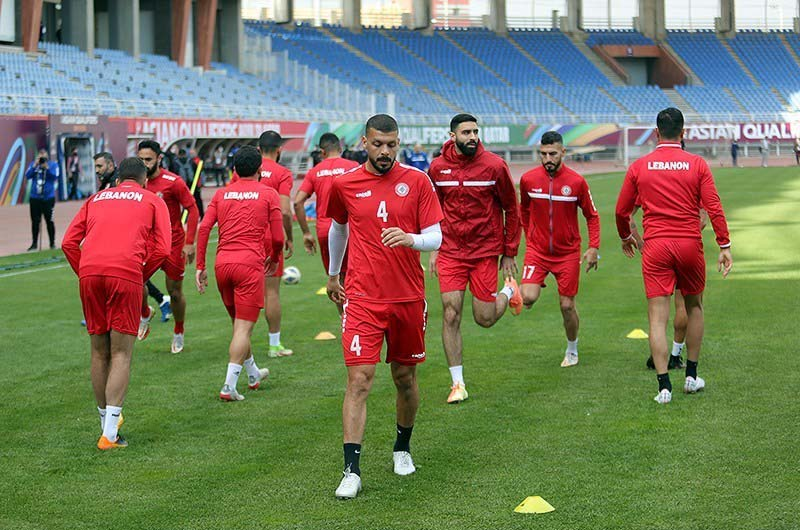
منصور يتدرب مع منتخب لبنان عام 2022

ظهر منصور لأول مرة مع منتخب لبنان في 3 مارس 2010، ضد منتخب سوريا. وجاء هدفه الدولي الأول في 6 نوفمبر 2014، ضد الإمارات العربية المتحدة. استدعي منصور لتشكيلة كأس آسيا 2019، ولعب ضد كوريا الشمالية في المباراة النهائية من دور المجموعات، التي فاز بها لبنان بنتيجة 4–1.

## الاحصائيات

### دولية
| الفريق الوطني | سنة     | الظهور | الأهداف |
| ------------- | ------- | ------ | ------- |
| لبنان         | 2010    | 1      | 0       |
| لبنان         | 2011    | 0      | 0       |
| لبنان         | 2012    | 3      | 0       |
| لبنان         | 2013    | 11     | 0       |
| لبنان         | 2014    | 5      | 1       |
| لبنان         | 2015    | 6      | 0       |
| لبنان         | 2016    | 8      | 0       |
| لبنان         | 2017    | 6      | 1       |
| لبنان         | 2018    | 4      | 0       |
| لبنان         | 2019    | 10     | 0       |
| لبنان         | 2020    | 0      | 0       |
| لبنان         | 2021    | 7      | 0       |
| لبنان         | 2022    | 2      | 0       |
| المجموع       | المجموع | 63     | 2       |

## الأهداف الدولية
| # | تاريخ         | مكان                                                            | الخصم                    | نتيجة | حصيلة | مسابقة               |
| - | ------------- | --------------------------------------------------------------- | ------------------------ | ----- | ----- | -------------------- |
| 1 | 6 نوفمبر 2014 | ملعب الأمير عبد الله بن جلوي، الأحساء، المملكة العربية السعودية | الإمارات العربية المتحدة | 1-2   | 2-3   | مباراة ودية          |
| 2 | 5 سبتمبر 2017 | ملعب كم إل سونغ، بيونغيانغ، كوريا الشمالية                      | كوريا الشمالية           | 1-1   | 2-2   | تصفيات كأس آسيا 2019 |

## الإنجازات

### الصفاء[5]
- الدوري اللبناني الممتاز: 2011–12، 2012–13
- كأس الاتحاد اللبناني: 2012–13
- كأس النخبة اللبنانية: 2012
- كأس السوبر اللبناني: 2013

### العهد[5]
- كأس الاتحاد الآسيوي: 2019
- الدوري اللبناني الممتاز: 2016–17 ، 2017–18، 2018–19، 2021–22، 2022–23
- كأس الاتحاد اللبناني: 2017–18، 2018–19
- كأس الاتحاد اللبناني: 2023
- كأس النخبة اللبنانية: 2022؛ المركز الثاني: 2021
- كأس السوبر اللبناني: 2017، 2018، 2019؛ المركز الثاني: 2023

### فردي
فريق الموسم في الدوري اللبناني الممتاز: 2013–14، 2016–17، 2017–18.

## روابط خارجية
- نور منصور على موقع إي إس بي إن إف سي (الإنجليزية)
- نور منصور على موقع قاعدة بيانات كرة القدم.إي يو (الإنجليزية)
- نور منصور على موقع ناشيونال فوتبول تيمز (الإنجليزية)
- نور منصور على موقع Soccerbase.com (لاعب) (الإنجليزية)
- نور منصور على موقع Soccerway.com (الإنجليزية)
- نور منصور على موقع عالم كرة القدم.نت (الإنجليزية)
- نور منصور على موقع كووورة